# Robert Raudnitz
Robert Wolf Raudnitz (25. srpna 1856 Praha - 22. listopadu 1921 tamtéž) byl česko-rakouský dětský lékař židovského původu.

## Život
Robert Raudnitz pod dojmem bádání anatoma Wilhelma Henkeho studoval dva semestry preklinických studií na Univerzitě v Tübingenu. Zbytek studia absolvoval na Karlově univerzitě v rodné Praze. Byl demonstrátorem v novém histologickém ústavu vedle německého fyziologa Siegmunda Mayera. Jako student navázal celoživotní přátelství s Heinrichem Tewelesem, Emilem Kuhem a Gabrielem Antonem.
K novému oboru pediatrie ho nasměrovaly přednášky Bohumíra Rittera z Rittershainu. Po získání doktorátu v roce 1881 pracoval jako asistent Aloise Epsteina na (dětské) zemské klinice pro sirotky. Po téměř dvou letech přešel na Zemědělskou univerzitu v Berlíně a Univerzitu Ludvíka Maxmiliána v Mnichově. S Nathanem Zuntzem a Carlem von Voitem se věnoval rozsáhlým experimentálním studiím termálního mozkového kortexu u novorozenců a kojenců. Pro skutečnou encyklopedii všech léků Alberta Eulenburga napsal příspěvek o nalezencích.
Pod vedením Franze von Soxhleta vystudoval chemii a následně se vydal směrem k pediatrii, zahájenou Adalbertem Czerným.
Po návratu do Prahy v roce 1887 založil odborný časopis Zentralblatt für Kinderheilkunde, jehož redakce se po roce vzdal. V témže roce se habilitoval v oboru dětského lékařství. Na městské poliklinice zřídil kojeneckou ambulanci a v roce 1893 také ambulanci pro děti.
Vědecky se zabýval především chemických vlastností mléka. V roce 1906 získal v Praze (neplacenou) docenturu.
Jako nevyzpytatelnému člověku prudké povahy mu bylo odepřeno vědecké místo ve Štýrském Hradci a Innsbrucku. Byl proti přírodní léčbě a byl zastáncem očkování.
V posledních letech svého života se věnoval filozofii a politice. Jednu dobu byl členem pražského magistrátu „upřímného německého smýšlení“. „Jeho upřímná snaha o pravdu a lidskost nacházelo plné uznání i mezi jeho národními odpůrci. 

### Manželství a rodina
Rodbert Raudnitz byl ženatý s dcerou Adalberta (Vojtěcha) Svobody, který objevil Petera Roseggera. Z jejich manželství se narodila dcera. 